# ビーンボール
ビーンボール（Bean ball）とは、野球で反則行為とされている投球である。日本プロ野球でいう「危険球」。

## 概要
Beanは頭の意の俗語であり、多くの場合、野球において投手が打者の頭部に当てようと狙った投球を指す。打者を威嚇してのけぞらせる目的の投球である「ブラッシュバック・ピッチ（brush-back pitch）」とは区別されている。ビーンボールやブラッシュバック・ピッチを投げる投手は「ヘッドハンター(head hunter)」と呼ばれる。MLBで平均的に1シーズン1,500近くのビーンボールが投げられているという推測するデータも出ている。ビーンボールから乱闘に発展することも少なくない。
投手の投球がぶつかりはしまいかという恐怖は精神面のみならず肉体的にも打者に悪影響を与えることになる。恐怖に陥った打者は肉体的にはホームプレートから遠ざかったり、後ろ足を引いたりする傾向に陥りやすく、ある種の球に対して弱くなり、その結果、打者としての才能はしぼんでしまう。
『公認野球規則』(6.02c), (8.01d)ではビーンボールは固く禁じられている。審判員はチーム間に険悪な雰囲気が流れていると感じた場合には試合開始前でも警告を発することが可能であり、審判員は投手だけでなく、ビーンボールを投げるように命じた監督も退場させることができる。
1956年から、MLBでは全ての打者が自分の帽子の下に打撃用ヘルメットや保護ライナーのいずれかを着用しなければならなくなった。1971年には全員がヘルメットを着用するように『公認野球規則』で義務付けられた。更に1983年からマイナーリーグでは両耳を覆ったもの、MLBでは片耳が覆われたヘルメットと更に細かく定められた。翌1984年には日本プロ野球でも片耳ヘルメットの着用が義務付けられた。

## 頭部死球による事故
心理的な優位性を得るために投手はさまざまな理由でビーンボールを投げる。しかし、過去には頭部に当たる死球の結果としてさまざまな事故が引き起こされてきた。

### メジャーリーグベースボール

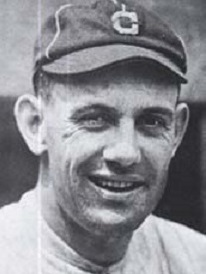
レイ・チャップマン

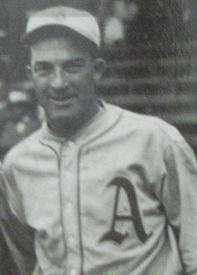
ミッキー・カクレーン

MLBにおいては1920年8月16日に行われたニューヨーク・ヤンキース対クリーブランド・インディアンス戦で、インディアンスのレイ・チャップマンがヤンキースのカール・メイズの投球を左のこめかみ部分に受け、翌日死亡するという悲劇が起きている。対策としてこの事故の直後に、試合中に汚れたボールは審判員の判断でいつでも交換が可能になり、目視を難しくさせるボールに細工をする行為の対策が徹底された。翌1921年春にはインディアンスの選手が当時のNFL選手が使用しているものを真似た革製ヘルメットを試験的に導入しており、後年の打撃用ヘルメットの開発につながった。
チャップマンの死亡事故以降も、幾つもの悲惨な事故が繰り返された。選手寿命を縮め、事故によって現役を引退した選手も存在した。
- アメリカ野球殿堂入りの名捕手、ミッキー・カクレーンは1937年5月25日に投球を右のこめかみ部分に受けて10日間意識不明に陥った後に復帰を諦め、そのまま現役を引退した[2]。カクレーンはその後も後遺症と言われる頭痛に絶えず悩まされ続けた[8]。
- ジョー・メドウィックはセントルイス・カージナルスからブルックリン・ドジャースにトレードされた6日後の1940年6月18日にカージナルスのボブ・ボウマンの投球を頭部に受けてしまった。ボウマンは試合前にホテルでメドウィックやレオ・ドローチャー（ドジャース監督）と口論になっていたので、「ビーンボールではないか」と疑われた。当のボウマンはドジャースのチャック・ドレッセン三塁コーチのサイン盗みによって起こった事故だと非難した。メドウィックがカーブだと決め付けて前方に踏み出したところに、ボーマンは代わりにインコース高めに速球を投げ込んだ[9]。脳震盪を起こしたが骨折はしておらず、5日か6日で退院して直ぐにチームに復帰したものの、この事故以後の彼の長打力は成りを潜めてしまった[10]。
- トニー・コニグリアロは1967年8月18日にジャック・ハミルトンの投球を左目の下に受けて頬骨を粉砕骨折し、網膜の損傷で失明の危機に陥った[11]。コニグリアロは1965年にアメリカンリーグ史上最年少の20歳で本塁打王のタイトルを獲得。将来のアメリカ野球殿堂入りも有望視された選手だった[2]。Baseball-Reference.comにも掲載されている22歳時の類似性スコアでは、ミッキー・マントルやフランク・ロビンソンとの類似性が高く、順調であればこの2人に近い通算成績を残していただろうと推測されている[12]。1969年にカムバック賞を受賞して復活し、1970年には自己最高の成績を残した。しかし、翌1971年から視覚障害に苦しみ、若くして引退した。
- ディッキー・トーンは1984年4月8日に投球を左目に受けて眼窩底骨折してシーズンを棒に振ってしまう。トーンは前年にオールスターゲームに初選出され、シルバースラッガー賞も受賞していた。後遺症の奥行き知覚の障害を抱えたが、1988年に奇跡的に改善して復活した[13]。
- カービー・パケットは1995年9月28日にデニス・マルティネスの投球を頬に受けて顎を骨折してしまい、これが彼の現役最後の出場試合となってしまった[2]。
- アダム・グリーンバーグは2005年7月9日に代打出場でMLBデビューを飾ったが、その初打席の初球を後頭部に受けて退場。激しい頭痛や複視などの後遺症に悩まされたが、マイナーリーグや北米独立リーグで野球を続けた。グリーンバーグは2012年9月27日にマイアミ・マーリンズと「1日契約」を結び、7年ぶりにMLBへの復帰を果たした[14]。

### 日本プロ野球
日本プロ野球においても悲惨な事故が繰り返されてきた。
- 田淵幸一は1970年8月26日に外木場義郎の投球を左のこめかみ部分に受けて昏倒。後遺症は無いと言われていたが、後年、ファウルフライを追う際に方向が分からなくなるなどの影響が出た[15]。これを契機に、打者用のヘルメットにはイヤーフラップ(耳当て)が徐々に付けられるようになった。
- チャーリー・マニエルは1979年8月4日に八木沢荘六の投球を顔面に受けて顎の骨を複雑骨折したが、フェイスガード付きヘルメットを着用して56日のスピード復帰を果たした[16]。
- 水谷実雄は1984年の開幕戦で土屋正勝の投球を頭部に受けて戦線離脱。ボールを恐れる後遺症が残り、翌年に引退を余儀なくされた[17]。